# هاري أندرسون (لاعب كرة قدم سويدي)
هاري اندرسون (بالسويدية: Harry Andersson)‏ (مواليد 7 مارس 1913 - الوفاة 6 يونيو 1996) كان لاعب كرة قدم سويدي دولي سابق كان يلعب كمهاجم. سبق له أن لعب في كأس العالم لكرة القدم مع منتخب بلاده. بدأ مسيرته الرياضية عام 1934.

## روابط خارجية
- هاري أندرسون على موقع الاتحاد الدولي (مؤرشف)  (الإنجليزية)
- هاري أندرسون على موقع اتحاد السويد (السويدية)
- هاري أندرسون على موقع قاعدة بيانات كرة القدم.إي يو (الإنجليزية)
- هاري أندرسون على موقع ناشيونال فوتبول تيمز (الإنجليزية)
- هاري أندرسون على موقع عالم كرة القدم.نت (الإنجليزية)